# Полога балка
Полога балка — ентомологічний заказник місцевого значення. Об'єкт розташований на території Токмацького району Запорізької області, по межі з землями Жовтневої сільської ради.
Площа — 27 га, статус отриманий у 1984 році.